# Seltz
Seltz è un comune francese di 3 262 abitanti situato nel dipartimento del Basso Reno nella regione del Grand Est.

## Storia

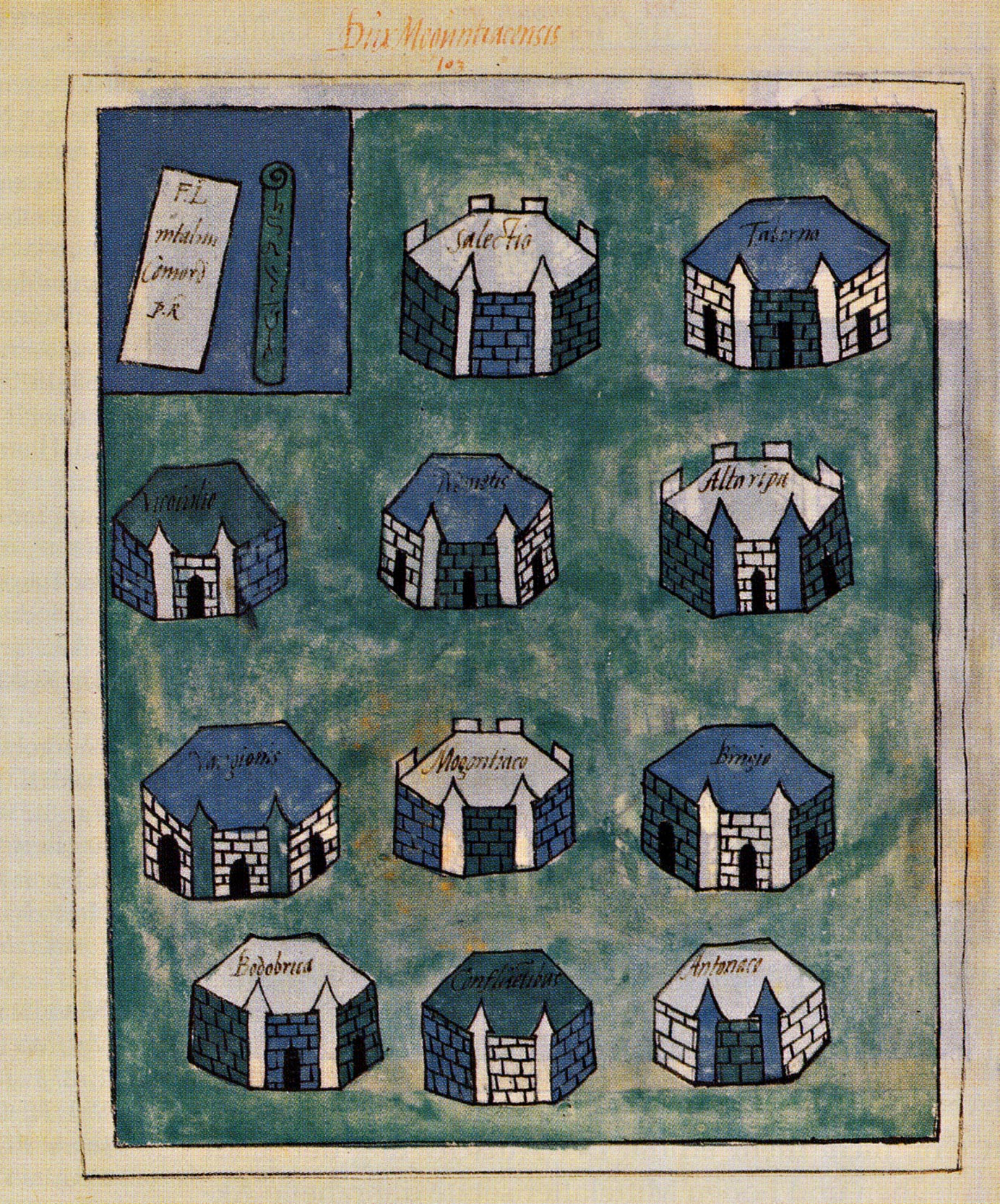
Salectio (Seltz) nel manuale statale romano Notitia Dignitatum (prima riga, al centro).

La città di Seltz ha una lunga storia, soprattutto perché da tempo immemorabile il Reno in questo punto è facilmente attraversabile.
I Celti chiamarono il luogo Saliso ed i Romani, che costruirono un accampamento militare nelle vicinanze sulla strada romana della valle del Reno, secondo la Notitia dignitatum, lo chiamarono Salectio. Numerosi resti di questi primi tempi furono scoperti intorno al 1900. Parti di questi resti possono essere ammirati lungo il percorso didattico sui tumuli di Seltzer.
Sotto i Merovingi il luogo si chiamava Salosia, sotto i Carolingi, ai tempi dei quali esisteva un castello, si chiamava Saltz. Nel 968 Ottone I, fondatore del Sacro Romano Impero, donò la città e i villaggi vicini a sua moglie, l'imperatrice Adelaide, che vi fondò l'abbazia benedettina di Seltz, dove morì nel 999. La sua tomba divenne luogo di pellegrinaggio; Nel 1085 il vescovo di Strasburgo ne ottenne la canonizzazione. Seltz ricevette i diritti di città sotto gli Hohenstaufen e nel 1357 l'imperatore Carlo IV ne fece una città imperiale, tuttavia perse il suo status immediato nel 1414, quando fu mediatizzata dall'elettore palatino Luigi III di Wittelsbach. Seltz fu infine annessa alla Francia nel 1680.
Nel 1798, al Congresso di Rastatt, furono stabiliti i confini tra la Francia e il Baden. Il 9 gennaio 1803 Napoleone Bonaparte convocò personalmente l'assemblea cantonale a Seltz. Il documento originale di questa cerimonia, ornato del sigillo di Bonaparte, è conservato nell'archivio cittadino.
Come il resto dell'Alsazia, Seltz appartenne all'allora Impero tedesco dal 1871 al 1918 e tornò alla Francia dopo la fine della prima guerra mondiale. La città fu temporaneamente evacuata durante la seconda guerra mondiale. Nel marzo 1945 le truppe alleate nella zona di Seltz posero fine alla riannessione dell'Alsazia alla Germania nel 1940.

## Società

### Evoluzione demografica
Abitanti censiti

## Monumenti e luoghi d'interesse

### L'abbazia (scomparsa) di Seltz

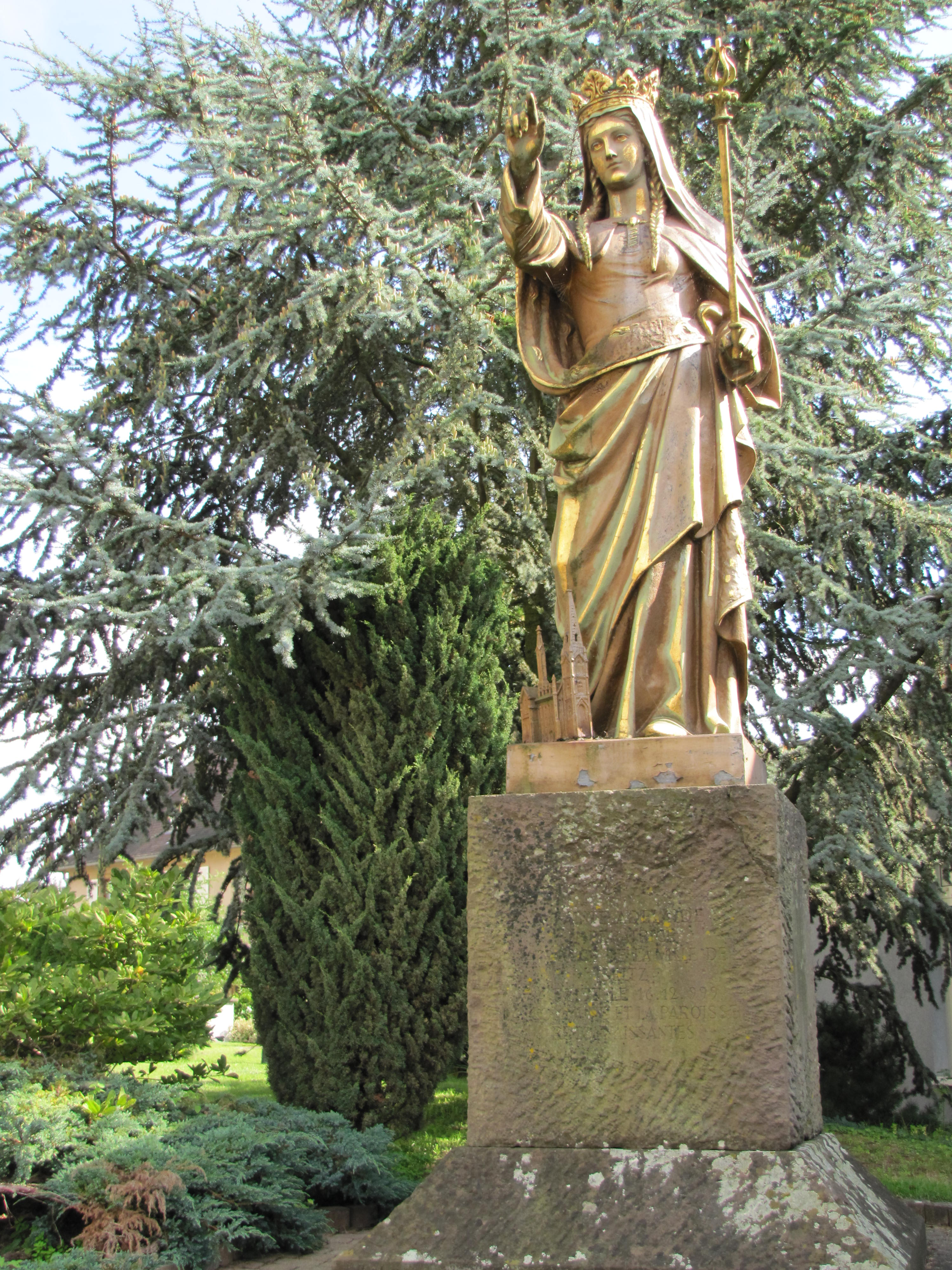
Statua in bronzo di Sant'Adelaide, fondatrice dell'abbazia di Seltz, oggi scomparsa.

L'abbazia di Seltz fu fondata nel 991 dall'imperatrice Adelaide, distrutta e ricostruita nel primo quarto del XIV secolo, e nuovamente distrutta dopo il 1577. In seguito all'inondazione del Reno nel 1307 e alla distruzione della seconda abbazia, il papa autorizzò la costruzione della terza abbazia. La costruzione avvenne tra il 1307 e il 1315. Nel 1481, la secolarizzazione dell'abbazia portò all'abbandono di questi edifici. Dal 1575 al 1577 gli edifici del convento ospitarono la Ritterakademie fondata dal conte palatino Federico III. Sembra che a partire dal XVII secolo, l'abbazia fosse utilizzata come cava. Il sito è stato rinvenuto nel corso di due scavi effettuati dal Servizio archeologico regionale, il primo nel 1981 (quando C. Jeunesse rinvenne detriti ceramici e laterizi risalenti al XIV secolo), il secondo nel 1988 in seguito al proseguimento della fondazione di un complesso residenziale denominato "Convento" (quando C. Pietro scavò il sito per oltre 6000 m² e rinvenne le fondazioni e una ventina di sepolture).
La chiesa abbaziale orientata misurava 70 metri di lunghezza e 30 metri di larghezza; comprendeva un campanile addossato alla parete ovest, una navata a tre navate e sette campate, un transetto con campate su entrambi i lati dell'incrocio e un presbiterio inclinato. Una cappella e un portico esterno erano situati al livello della terza e della quarta campata sud. La campata settentrionale del transetto metteva in comunicazione gli edifici conventuali costituiti da una serie di cinque ambienti (gli unici rinvenuti durante lo scavo archeologico) tra cui una sagrestia, una sala capitolare, un corridoio, un parlatorio (o una cappella) e un laboratorio tutto confinante con il chiostro. Uno scriptorium o infermeria comunicava a est con la sala capitolare. Il cimitero era a nord-est del coro. A sud della chiesa è stato rinvenuto un edificio non collegato al complesso.

### Chiesa parrocchiale di Santo Stefano
La chiesa parrocchiale di Santo Stefano fu costruita nel XIV secolo e rimaneggiata nei secoli XV, XVI, XIX e XX. La chiesa parrocchiale esiste fin dai tempi dei Merovingi. Nel dopoguerra, durante la ricostruzione della navata, furono scoperte fondazioni romaniche. Attestata soprattutto dal XIV secolo, è forse a questo periodo che risale la navata distrutta nel 1940. Nel 1481, papa Sisto IV trasferì la proprietà dell'antica abbazia dei santi Pietro e Paolo alla chiesa parrocchiale di Santo Stefano, che poi ospita un collegio di dodici canonici. Probabilmente a questo periodo risale il coro (XV -  XVI  secolo). La cappella di Sant'Adelaide sembra un po' più tarda e risale probabilmente al primo quarto del XVI secolo. La cappella funeraria di Fleckenstein risale alla prima metà del XVI secolo. La sacrestia risale probabilmente al XV - XVI  secolo, come il coro. La chiesa passò ai protestanti dal 1557 al 1682. Nel 1682, Luigi XIV donò Seltz ai gesuiti. Tra il 1898 ed il 1900 avvenne la costruzione di una torre porticata, con l'aggiunta di una campata. Il 28 maggio 1940, la chiesa fu bombardata, la torre del portico fu distrutta, rimasero solo il coro, il piano terra della sagrestia, le cappelle laterali, parte dei muri della navata centrale e delle navate laterali nonché il muro del timpano e il muro est della torre del portico. Le volte della navata centrale e in parte quelle delle navate laterali furono distrutte. La ricostruzione della navata fu effettuata tra il 1954 e il 1958, su progetto dell'architetto parigino Jean Viallefond e con l'aiuto dell'architetto Schech di Bischheim. È stato consacrato il 21 giugno 1964. La ditta Sutter and Company of Seltz ha costruito il nuovo edificio. Il muro del timpano ha ricevuto una decorazione in cemento creata da Jean Lambert-Rucki e dal suo laboratorio.
La chiesa è orientata. La vecchia chiesa era a tre navate: una centrale e due collaterali, distrutte. Rimangono il coro e due cappelle laterali, nonché la sagrestia, sormontata da una sala capitolare al piano superiore. Una fotografia risalente a prima del 1940 mostra cinque campate per la navata. Le nicchie costruite ai piedi delle colline ospitavano statue di santi. Prima dei lavori del 1898-1900, il muro del frontone ovest della chiesa era forato da due o tre porte e fiancheggiato, nell'angolo nord-ovest della navata, da un campanile, visibile nella litografia di Sandmann del 1839. Il coro e due cappelle furono conservati e restaurati. L'attuale navata è costituita da una successione di portici in cemento armato che sostengono un soffitto ligneo. Le navate laterali sono collegate al portico d'ingresso. Il campanile è isolato e ospita diverse campane disposte su di essa il 30 settembre 1962 compreso un calabrone di 2,5 tonnellate salvato dalla vecchia chiesa di nome Adelaide, donato dall'imperatore tedesco Guglielmo II nel 1899.

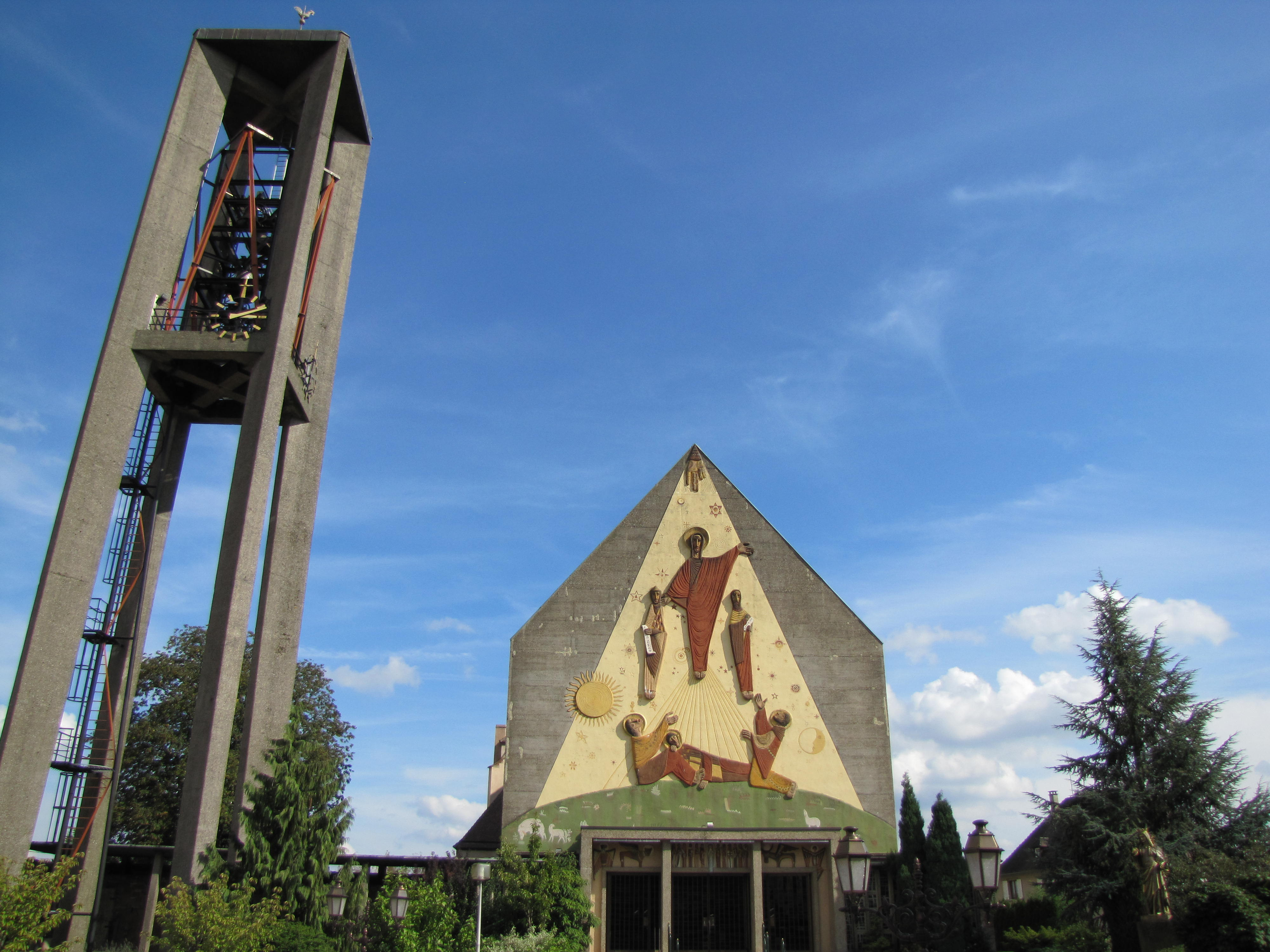
Chiesa di Santo Stefano.
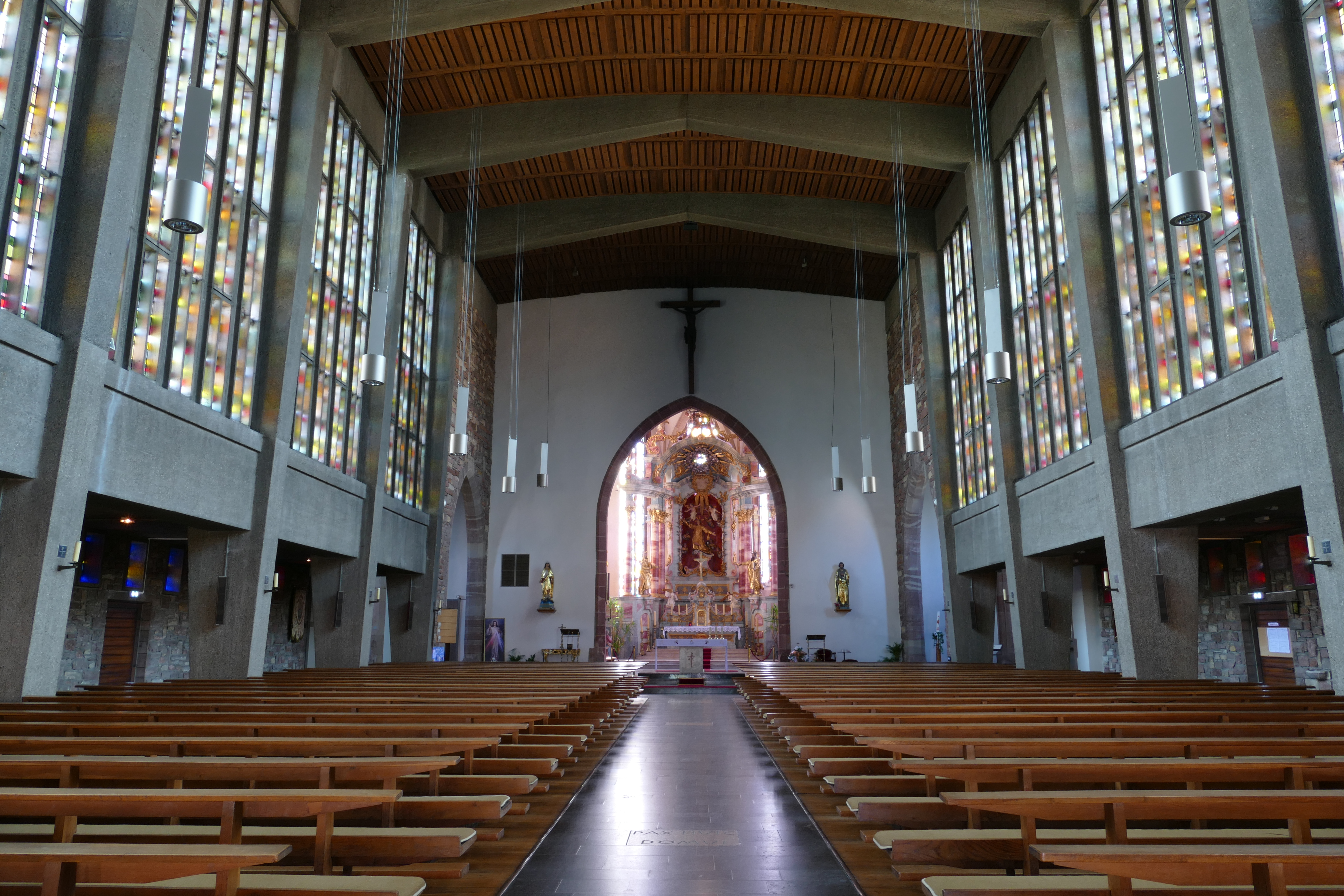
Veduta della navata ricostruita verso il coro gotico.
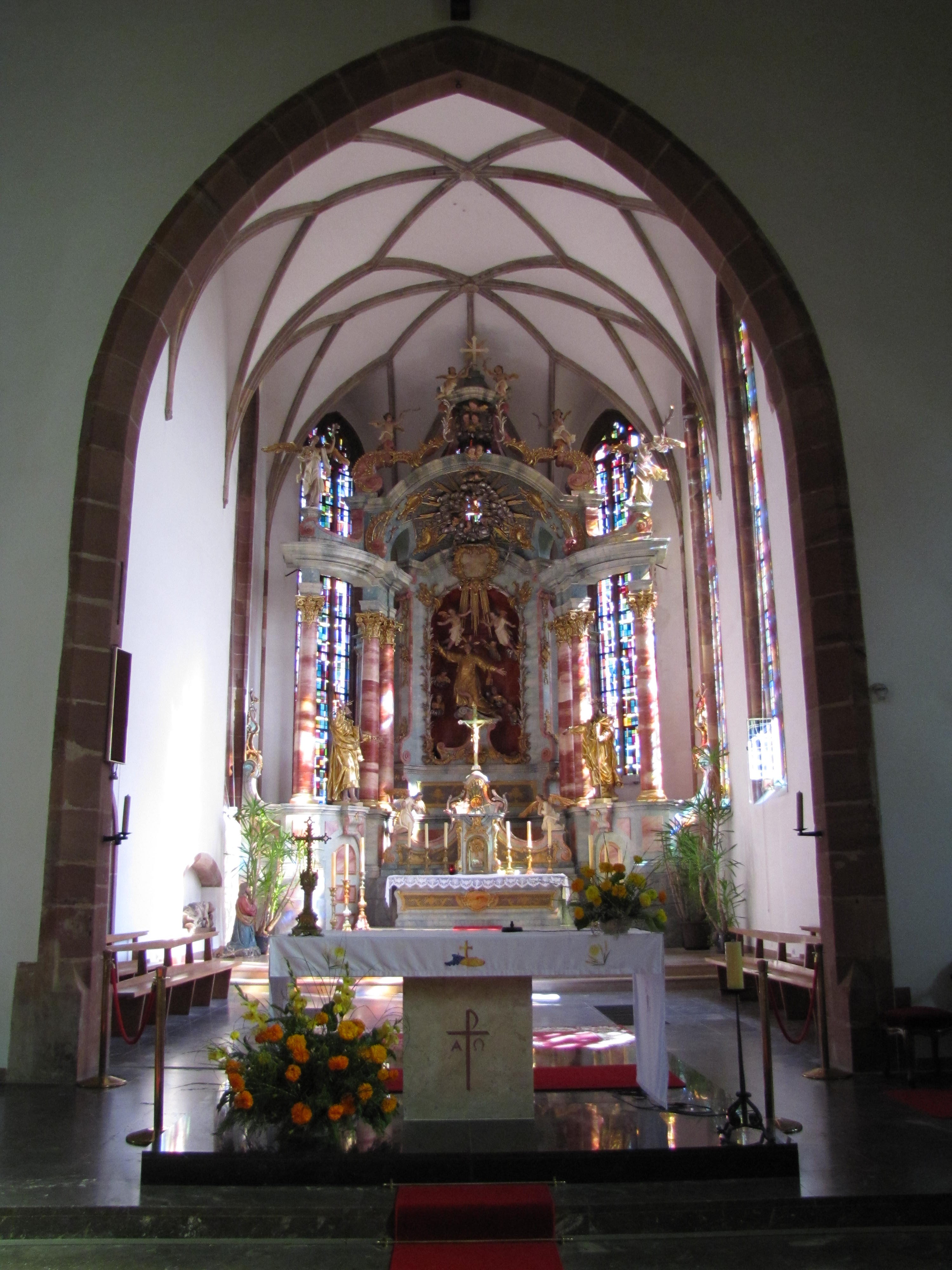
Coro gotico con altare maggiore barocco (XVIII secolo).
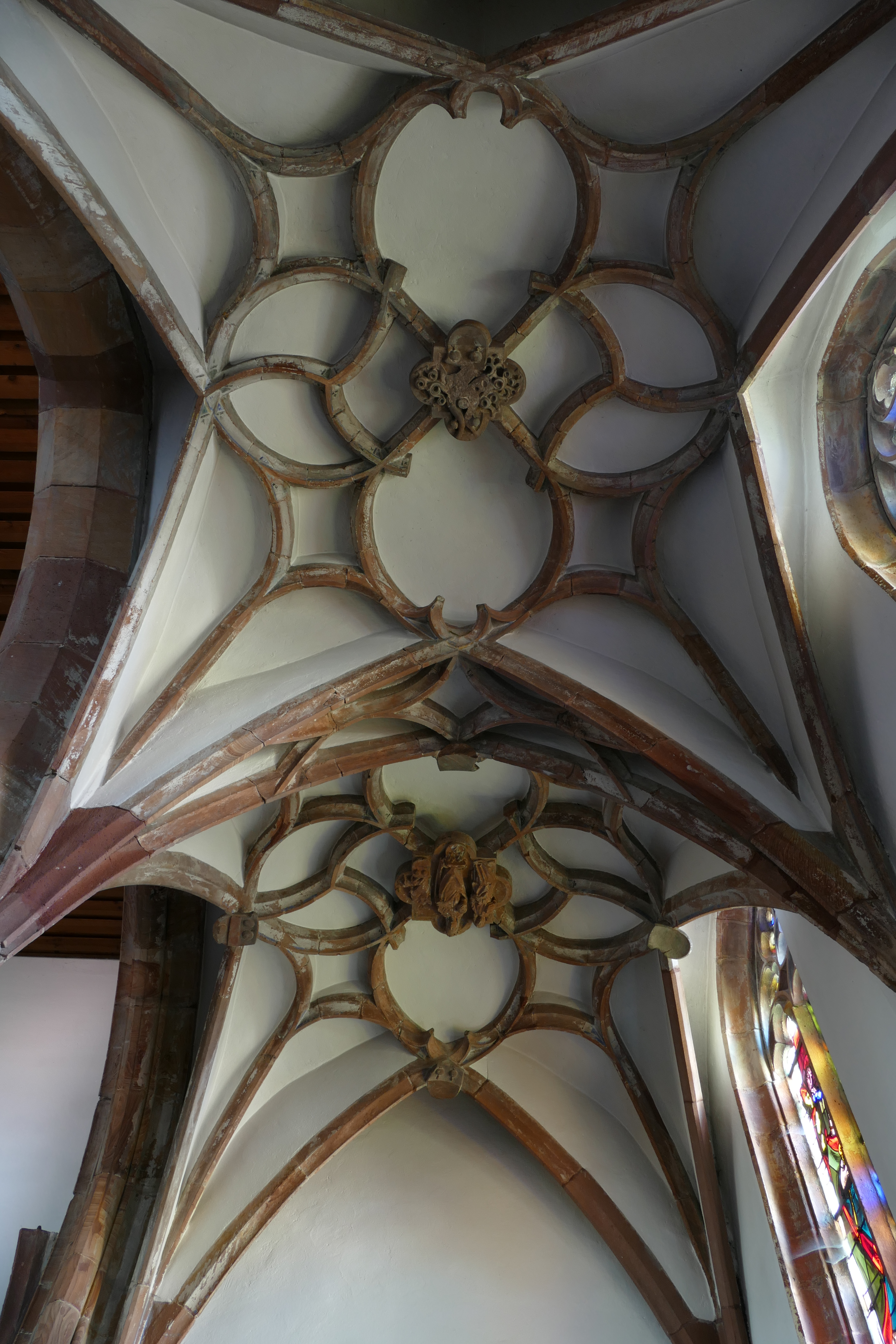
Volte, incroci nervati e chiavi di volta (XVI secolo).
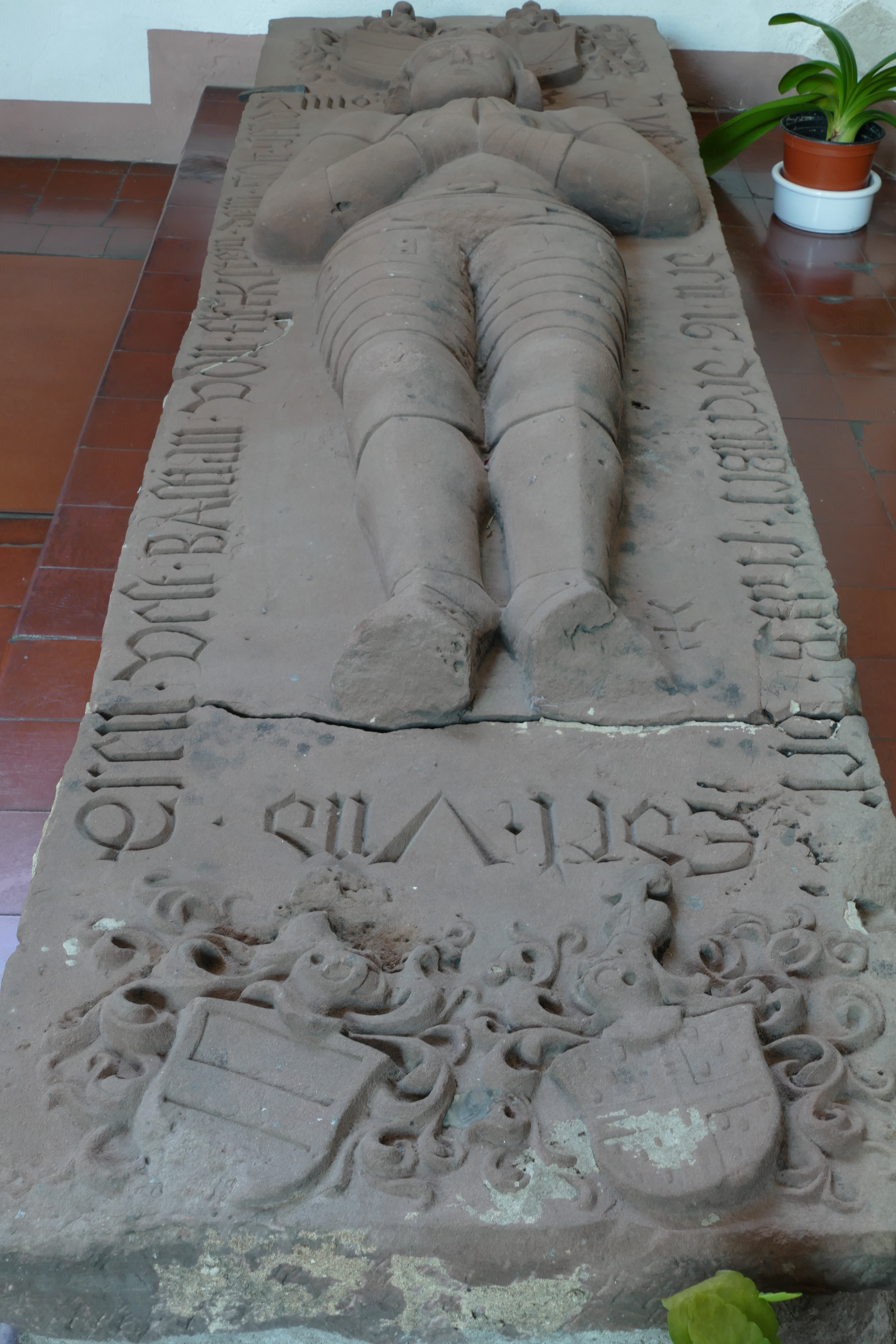
Lastra funeraria di Sebastian de Fleckenstein (1545).

## Economia e infrastrutture

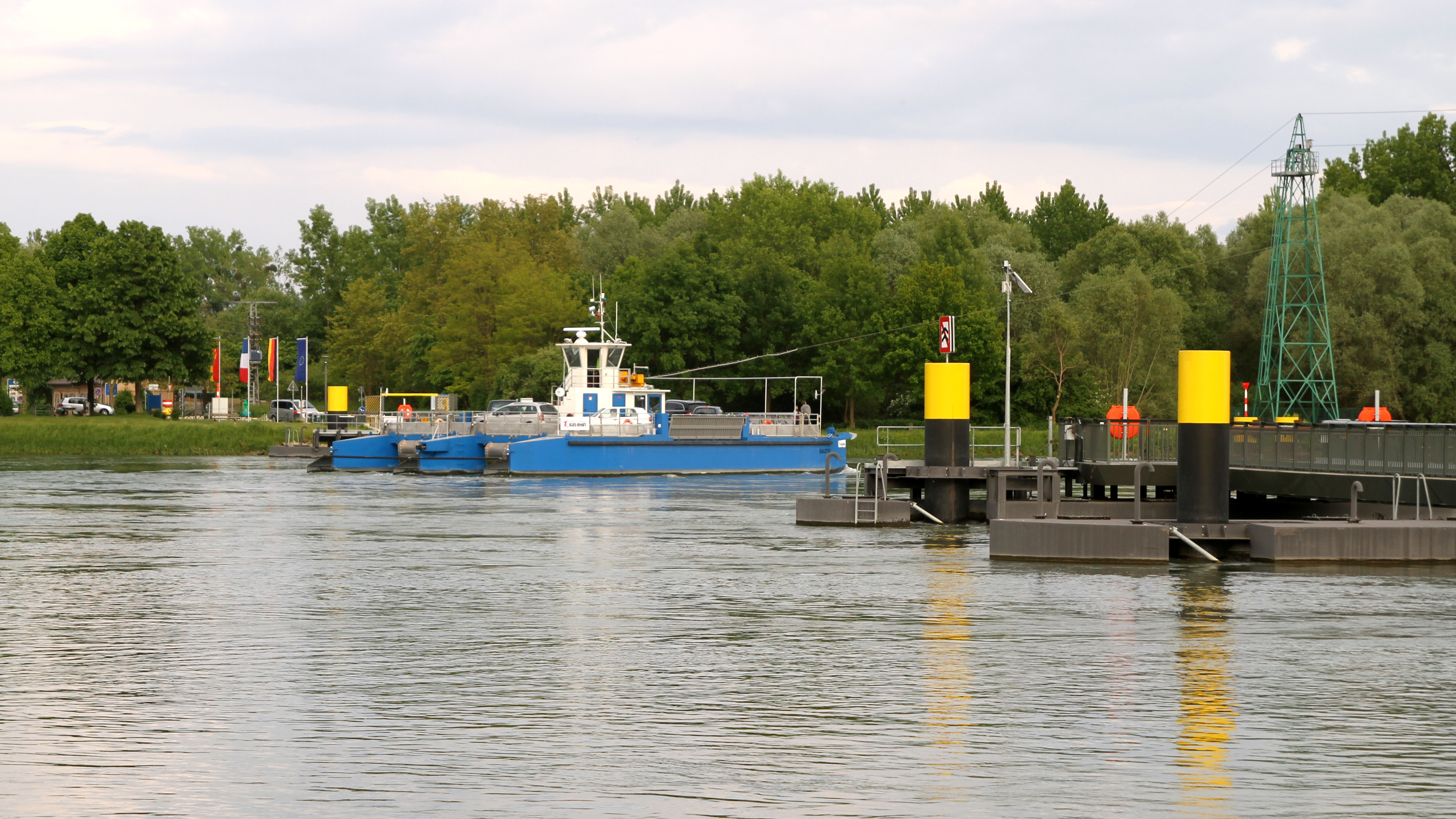
Traghetto sul Reno Seltz–Plittersdorf.

Oltre ad alcune aziende industriali più piccole, Seltz ha alcune attività artigianali e possibilità di shopping con due supermercati e negozi più piccoli.
Una nuova area commerciale è stata allestita all'estremità occidentale della comunità sotto il nome di Parc Rhénan (Parco del Reno). Le attività artigianali e di servizi sono localizzate su una superficie complessiva di circa 42770 m².
Seltz è collegata a Wörth am Rhein e Strasburgo con la linea ferroviaria regionale R82.
Il traghetto sul Reno Plittersdorf–Seltz, a uso gratuito e guidato dalla corrente, collega Seltz con la vicina città tedesca di Plittersdorf sull'altra sponda del Reno. È rimasto fuori servizio per cinque anni dopo una collisione navale nel 2005. Nel settembre 2010 ha ripreso con una nave di nuova costruzione. L'operatore è il dipartimento del Basso Reno.

## Amministrazione

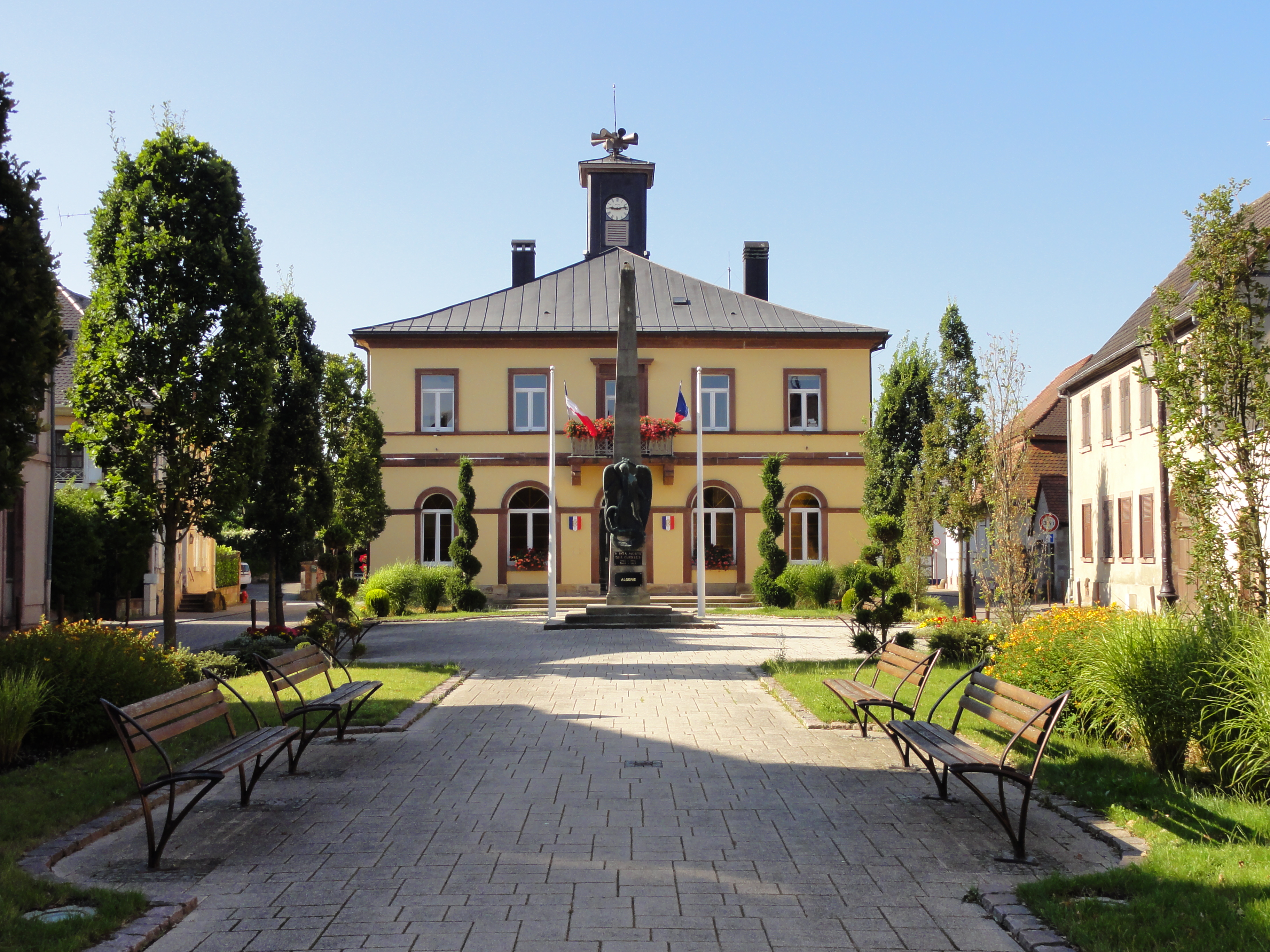
Municipio di Seltz.

### Sindaci
| Periodo      | Periodo      | Primo cittadino        | Partito                                                            | Carica  | Note |
| ------------ | ------------ | ---------------------- | ------------------------------------------------------------------ | ------- | ---- |
| 1945         | marzo 1971   | Aimé Schneider         |                                                                    | Sindaco |      |
| marzo 1971   | marzo 1977   | Marcel Schmitt         | Unione per la Democrazia Francese - Centro dei Democratici Sociali | Sindaco |      |
| marzo 1977   | giugno 1995  | Gerard Wollenschlaeger |                                                                    | Sindaco |      |
| giugno 1995  | marzo 2014   | Hugues Kraemer         | Divers droite                                                      | Sindaco |      |
| marzo 2014   | ottobre 2016 | Denis Loux             | Divers droite                                                      | Sindaco |      |
| ottobre 2016 | in carica    | Jean-Luc Ball          | Divers droite                                                      | Sindaco |      |